# Hell on Earth (musikalbum av Mobb Deep)
Hell on Earth från 1996 är hiphop-duon Mobb Deeps tredje album, och var en framgångsrik uppföljare till genombrottsalbumet The Infamous som hade getts ut året tidigare. Albumet intog en sjätteplats på den amerikanska hitlistan och en förstaplats på hitlistan för R&B och hiphop-album. Singlar var Hell on Earth och G.O.D. Pt. III.

## Låtlista
1. "Animal Instinct"
2. "Drop a Gem on 'em"
3. "Bloodsport" (med Method Man)
4. "Extortion"
5. "More Trife Life"
6. "Man Down"
7. "Can't Get Enough of It" (med General G)
8. "Nighttime Vultures" (med Raekwon)
9. "G.O.D. Pt. III"
10. "Get Dealt With"
11. "Hell on Earth (Front Lines)"
12. "Give It Up Fast" (med Big Noyd och Nas)
13. "Still Shinin'"
14. "Apostles Warning"